# Der öffentliche Feind
Der öffentliche Feind ist ein US-amerikanischer Spielfilm von William A. Wellman aus dem Jahre 1931. Er zählt heute zu den Klassikern des Gangsterfilms. Hauptdarsteller James Cagney erreichte durch den sehr erfolgreichen Film seinen Durchbruch und gehörte viele Jahre zu Hollywoods größten Stars. Der Film basierte auf dem unveröffentlichten Roman Beer and Blood von John Bright und Kubec Glasmon, die selbst Erfahrungen mit dem Gangster-Milieu hatten.

## Handlung
Chicago, im Jahr 1909: Tom Powers und Matt Doyle, irisch-amerikanischen Familien entstammend, begehen schon als Kinder Diebstähle und Gaunereien für den schmierigen Kleinganoven Putty Nose. Toms älterer Bruder Michael hingegen ist von Anfang an ehrlich, was der Film immer wieder thematisiert. Die Mutter weigert sich, eindeutig Stellung zu beziehen; der strenge Vater – ein Polizist – verprügelte Tom regelmäßig während seiner Kindheit, stirbt aber schon früh.
Einige Jahre später gibt Putty Tom und Matt die Chance, größere Aufgaben zu übernehmen, indem er ihnen einen schwierigeren Auftrag überträgt, den Einbruch in ein Pelzgeschäft. Dieser geht allerdings schief – ein Schmieresteher wird von einem Polizisten erschossen, der wiederum von Tom und Matt erschossen wird. Putty lässt seine beiden Schützlinge daraufhin im Stich und verlässt die Stadt. Danach begeben sich die beiden Freunde zum Gangsterboss Paddy Ryan, der ihnen auch sofort Arbeit verschafft. In der Prohibitionszeit ziehen die drei zusammen mit dem Gangster „Nails“ Nathan ein lukratives Geschäft mit dem Vertrieb von Bier auf. Michael macht nach seiner Rückkehr aus dem Krieg Tom heftige Vorwürfe, weil dieser sein Geld mit Verbrechen, auch Mord, verdient. Tom antwortet seinem Bruder sarkastisch, dieser habe im Krieg ebenfalls getötet, dies doch genossen („killed and liked“) und seine Orden auch „nicht für’s Händchenhalten“ mit den Deutschen bekommen. Tom und Matt bedrohen Kneipenbesitzer und zwingen sie, ihnen überteuertes Bier abzukaufen. Dadurch steigt der Wohlstand der beiden Freunde, die ihr Leben mit Frauen und Geld sichtlich genießen. Während Matt schließlich seine Geliebte Mamie heiratet, wird Tom bald seiner Freundin Kitty überdrüssig. Einmal drückt er ihr im Streit eine aufgeschnittene Grapefruit ins Gesicht. Später verliebt sich Tom in die schöne Blondine Gwen, die er auf der Straße aufgegabelt hat, doch selbst in der Beziehung mit Gwen hat für Tom das Verbrechen Priorität vor der Liebe.
Eines Tages lauern Tom und Matt ihrem alten Auftraggeber Putty auf, mit dem sie ihre Kindheit verbracht haben, der sie aber später im Stich gelassen hatte. Als dieser merkt, dass die beiden ihn ermorden wollen, bettelt er um sein Leben und singt am Klavier ein altes Kinderlied. Tom interessiert dies nicht, und er erschießt Putty kaltblütig.
„Nails“ Nathan, der die ganze Bande zusammenhielt, stirbt durch einen Hufschlag seines Pferdes, woraufhin ein Bandenkrieg mit einer rivalisierenden Gang (Schemmer) entbrennt. Paddy versucht, seine Leute auf diesen Krieg vorzubereiten und befiehlt ihnen, sich zunächst zu verstecken, bis er neue Mitglieder als Unterstützung im Bandenkrieg rekrutiert hat. Miller, ein alter Freund von Putty Nose, verrät das Versteck jedoch an Schemmer. Als Tom – wütend, dass Paddys Freundin ihn betrunken gemacht und verführt hat – trotz der Gefahr auf die Straße hinaustritt und Matt ihn zurückholen will, wird Matt von der feindlichen Gang aus dem Hinterhalt auf offener Straße mit einem Maschinengewehr erschossen.
Tom rächt sich blutig, indem er ein Massaker im Hauptquartier der anderen Bande anrichtet. Er wird dabei selbst schwer verwundet und kommt ins Krankenhaus.
Hier versöhnt er sich mit seinem Bruder, entschuldigt sich bei ihm und beschließt, nach Hause zurückzukehren, wird allerdings von Schemmers Männern aus dem Krankenhaus entführt.
Ein paar Tage später, während die Mutter der beiden zu den Klängen von I’m Forever Blowing Bubbles ein Zimmer für Tom zurechtmacht, klingelt es an der Tür. Als Mike die Tür öffnet, fällt ihm sein Bruder – blutig, in Decken gewickelt und verschnürt – mit einem vom Tod verzerrten Gesichtsausdruck entgegen.

## Hintergrund
Zur Entstehungszeit des Filmes, 1931, waren die Gangster-Banden in den amerikanischen Städten noch auf dem Höhepunkt ihrer Macht. Der öffentliche Feind behandelte ein damals tagesaktuelles Problem. Dementsprechend enthält der Film einen Prolog und einen Epilog mit dem Hinweis, dass der Film das Gangster-Milieu nicht glorifizieren wolle, sondern ein Problem zeige, das früher oder später von der Gesellschaft gelöst werden müsse. Die Handlung basiert auf dem unveröffentlichten Roman Beer and Blood von John Bright und Kubec Glasmon, die beide Erfahrungen mit dem Gangster-Milieu hatten. Glasmon leitete in den 1920er-Jahren eine Apotheke in Chicago, in welcher sich die mächtigsten Gangster der Stadt wie Al Capone trafen; der damals jugendliche John Bright war Glasmons Gehilfe in der Apotheke. Viele der Ereignisse des Filmes basieren daher auf wahren Begebenheiten. Das Buch wurde von Drehbuchautor Harvey F. Thew (1883–1946) für den Film adaptiert.
Der öffentliche Feind wurde vom renommierten Regisseur William A. Wellman inszeniert, dem mit rund 150.000 US-Dollar allerdings nur ein vergleichsweise kleines Budget zur Verfügung stand. Wellman wollte einen für damalige Maßstäbe äußerst gewaltsamen Film drehen.
Der Film war der erste Filmerfolg von James Cagney, der ihn zu einem Star machte. Zuerst war Cagney nur für die zweite Hauptrolle des Matt vorgesehen, während Edward Woods eigentlich den Tom spielen sollte. Doch dann lieferte Cagney eine sehr überzeugende Leistung in einer Nebenrolle als Versicherungsmann im Film The Millionaire (1931) an der Seite von George Arliss. Regisseur Wellman war nun überzeugt, dass Cagney genau der Richtige für die Rolle des Tom war. Daher wurden die Rollen von Cagney und Woods kurz vor Beginn der Dreharbeiten umgetauscht. Der Film verpasste ihm auch gleich das Image des harten Jungen, das ihm auch im weiteren Verlauf seiner Karriere erhalten blieb. Als Toms Geliebte Gwen wurde die aufstrebende Schauspielerin Jean Harlow verpflichtet, nachdem Louise Brooks die Rolle abgelehnt hatte.
Die Szene, in der Cagney seiner jungen Freundin Kitty eine halbe Grapefruit ins Gesicht drückte, wurde später oft zitiert und persifliert – unter anderem auch von Cagney selbst in Eins, zwei, drei. Ursprünglich war die Idee, der Schauspielerin Mae Clarke eine Grapefruit ins Gesicht zu schlagen, nur ein Witz am Filmset gewesen. Doch Wellman gefiel die Idee so gut, dass er sie schließlich drehte. Nach einer Anekdote von James Cagney besuchte Schauspieler Lew Brice, der Ex-Mann von Mae Clarke, jeden Tag eine Kinovorstellung von Der öffentliche Feind – nur um sich daran zu ergötzen, wie seine Ehemalige eine Grapefruit ins Gesicht gedrückt bekommt.
Der Film war sehr erfolgreich. Er wurde in New York am Times Square in einem Kino 24 Stunden lang rund um die Uhr, gezeigt. 1941 wurde der Film in einer neuen Version veröffentlicht, da inzwischen der Production Code in Kraft getreten war. Drei Szenen des Films wurden zensiert: eine Szene, in der ein homosexuell wirkender Schneider auftaucht, eine Szene, in der sich Matt und Mamie im Bett wälzen, und eine Szene, in der Tom von einer Frau verführt wird. 1954 erschien der Film erneut in einer neuen Version. Der Film beginnt mit einem Prolog, der sich von den Gangstern wie Tom Powers und Caesar „Rico“ Bandello distanziert. Caesar „Rico“ Bandello ist die Hauptfigur des Films Little Caesar (gespielt von Edward G. Robinson).

## Synchronisation
Die deutsche Synchronfassung entstand 1979 bei dem Verleih München.
| Rolle                   | Schauspieler           | Dt. Synchronsprecher |
| ----------------------- | ---------------------- | -------------------- |
| Tom Powers              | James Cagney           | Wolfgang Draeger     |
| Gwen Allen              | Jean Harlow            | Emely Reuer          |
| Matt Doyle              | Edward Woods           | Wolfgang Müller      |
| Mamie, Matts Ehefrau    | Joan Blondell          | Heidi Treutler       |
| Mike Powers             | Donald Cook            | Sigmar Solbach       |
| Samuel „Nails“ Nathan   | Leslie Fenton          | Fred Maire           |
| Mutter Mrs. Powers      | Beryl Mercer           | Alice Franz          |
| Paddy Ryan              | Robert Emmett O’Connor | Wolfgang Hess        |
| Putty Nose              | Murray Kinnell         | Erich Ebert          |
| Homosexueller Schneider | Unbekannt              | Horst Raspe          |

## Kritiken
Der öffentliche Feind galt als wegweisender Film im Jahr 1931 und hat seinen Status als Gangster-Klassiker über die Jahre gehalten. Bei dem US-Kritikerportal Rotten Tomatoes fallen alle 28 Kritiken, mit einer Durchschnittswertung von 8,4 Punkten, positiv aus.
Das Lexikon des internationalen Films schreibt: „Die Lebensgeschichte eines Großstadtgangsters […] Ein episodisch aufgebauter, undramatisch erzählter Film mit dem in dieser Rolle berühmt gewordenen James Cagney.“ Zusammen mit Der kleine Cäsar und Scarface gelte der Film „heute als Beginn und erster Höhepunkt des klassischen amerikanischen Gangsterfilms“.

## Auszeichnungen
- Der Film erhielt eine Oscarnominierung für das beste Drehbuch
- 1998 wurde der Film ins National Film Registry aufgenommen
- Das American Film Institute wählte die von James Cagney verkörperte Rolle des Tom Powers auf Platz 42 in der Liste der Top 50 Schurken aller Zeiten
- 2008 wurde der Film vom American Film Institute auf Platz 8 der 10 besten Gangsterfilme aller Zeiten gewählt.

## Referenzen in der Kultur
- 1960 spielte James Cagney die Hauptrolle in Eins, zwei, drei. In einer Szene droht er Otto (Horst Buchholz) an, ihm eine halbe Grapefruit ins Gesicht zu drücken.
- In der Serie Die Sopranos sieht sich Gangster-Boss Tony Soprano den Film Der öffentliche Feind an (Episode: Lebe wohl, kleine Livia).

## DVD-Veröffentlichung
- Der öffentliche Feind. Warner Home Video 2005